# Nguyễn Văn Năng
Nguyễn Văn Năng (1902 - 1964) nhà cách mạng Việt nam, Đảng viên Đảng Cộng sản Việt nam, Bí thư Tỉnh ủy đầu tiên của tỉnh Thái Bình, Đại biểu Quốc hội Việt Nam khóa I.
Ông quê làng Thượng Phú, nay thuộc xã Đông Quan, huyện Đông Hưng, tỉnh Thái Bình.
Năm 1926, đang học năm thứ tư trường Thành Chung Nam Định, ông cùng một số bạn học tổ chức bãi khoá, truy điệu và để tang cụ Phan Chu Trinh. Bị đuổi học và cấm thi, tháng 3 -1926 trở về Thái Bình, được giao nhiệm vụ phát triển cơ sở Thanh niên và gây quỹ ủng hộ tài chính cho Tổng bộ Thanh niên. Mùa thu 1927 ông cùng một số đồng chí như Bùi Hữu Diên, Đào Gia Lựu, Lương Duyên Hồi, Lương Duyên Thiếp,... lập ra Trường tư thục Minh Thành (tên chữ là Minh Thành Học hiệu) ở thị xã Thái Bình, có 6 lớp, lấy chỗ tập hợp quần chúng.

## Quá trình hoạt động cách mạng
Ngày 2-1-1927, chi bộ Hội Việt Nam Cách mạng Thanh niên đầu tiên với 11 hội viên được thành lập tại trường, ông được cử làm Bí thư. Đầu 1928, trường bị đóng cửa.
Tháng 3-1928, tỉnh bộ Thanh niên Thái Bình được thành lập, Nguyễn Văn Năng được bầu làm Bí thư
. Từ 1929 đến 1944, ông bị bắt nhiều lần, hết đày ra Côn Đảo, rồi lại Sơn La và các nhà tù khác.
Sau Cách mạng 8-1945, ông là Ủy viên thường trực Ủy ban nhân dân Cách mạng Lâm thời tỉnh Thái Bình (1945); đại biểu Quốc hội khóa I (1946); Phó Chủ tịch Ủy ban Kháng chiến hành chính tỉnh Thái Bình (1946); Hội trưởng Hội Văn hóa Thái Bình (1948); Giám đốc Sở Lao động Liên Khu III (1949); Thanh tra Bộ Lao động (1953); Vụ trưởng Vụ bảo hộ lao động Bộ Lao động...
Ngoài công tác cách mạng của đoàn thể, ông còn viết báo, làm thơ, viết văn. Bút danh "Thôn Dân" thường xuất hiện trên các báo Tin tức, Đời nay, Thời thế, Thời báo, Tân xã hội, Bạn dân. Ông có 3 tác phẩm thơ trường thiên: Tết ở xà lim, Đi Hà Giang, Đời sống nông dân. Thơ ông được tuyển in trong Thơ văn yêu nước và cách mạng.
Ông mất ngày 26/10/1964.

## Vinh danh
Nhà tưởng niệm Nguyễn Văn Năng được xây dựng tại xã Đông Phong huyện Đông Hưng.
Tên của ông được đặt cho một số địa vật:
- Đường Nguyễn Văn Năng ở phường Trần Lãm, thành phố Thái Bình.
- Phố Nguyễn Văn Năng ở thị trấn Đông Hưng, tỉnh Thái Bình